# Katarina Wennstam
Anna Katarina Wennstam, född 9 augusti 1973 i Göteborg, är en svensk journalist, författare, debattör, moderator och föreläsare. Hon har en bakgrund som SVT-reporter och presenterar i både reportageböcker och romaner berättelser omkring kvinnor och män, brott och sexualitet. Hennes skrivande har fokus på mäns våld mot kvinnor, och hon har sedan tidigt 2000-tal engagerat sig som feminist.

## Biografi
Wennstam är uppväxt i Göteborg. Där blev hon under tonåren drabbad av ryktesspridning och våld från andra tonårsflickor.
Hon arbetade tidigare som kriminalreporter på Sveriges Television. 2007 sade hon upp sig för att författa och föreläsa på heltid.

### Reportage och samhällsengagemang
Wennstam har skrivit tre reportageböcker om ämnet våldtäkt och övergrepp mot kvinnor. Böckerna har blivit storsäljare och väckt liv i debatten kring våldtäkter, "slutshaming" och sexuella övergrepp. Hon har därefter skrivit skönlitterära böcker som tar upp och synliggör liknande ämnen. I böckerna ifrågasätter hon också medias nyhetsbevakning och samhällets syn kring sådana händelser.
Boken Flickan och skulden (2002) nominerades till Augustpriset. Wennstam tilldelades för boken Vilhelm Moberg-stipendiet samt Sveriges advokatsamfunds journalistpris.
Wennstam tar i sitt skrivande upp lagar och en rättsapparat som inte uppdaterats till det moderna samhället. Hon har länge verkat för att ändra sexualbrottslagen i Sverige till en samtyckeslag, det vill säga att frivillighet ska avgöra om det är ett sexuellt övergrepp och inte nödvändigtvis våld och tvång. Engagemanget har både varit tydligt i hennes böcker, när hon verkat som debattör och uppmärksammats i utmärkelser från till exempel Advokatsamfundet och Roks (Riksorganisationen för Kvinnojourer och Tjejjourer i Sverige). Lagen ändrades i den riktningen 2018, och föreningen Fatta!, som verkat för en samtyckeslag, delade året före ut sitt pris till minne av Madeleine Leijonhufvud till Katarina Wennstam.

### Skönlitterärt skrivande
År 2007 kom Wennstams första roman Smuts, en bok om trafficking och sexhandel. Boken blev mycket uppmärksammad och var första delen i en trilogi om mäns våld mot kvinnor. Den fortsatte med Dödergök (2008), om polisers våld i hemmet, samt Alfahannen (2010), som handlar om sextrakasserier och våld i filmbranschen.
Sammanlagt har hon fram till och med 2022 skrivit tolv romaner i den så kallade Justitia-serien, som alla har teman kring brott, våld och relationer där kvinnor och män behandlas och agerar olika. Från och med Svikaren (2012) kretsar historierna kring kommissarie Charlotta Lugn och advokat Shirin Nouri (Sundin). Stilen i böckerna ligger mellan deckare och "true crime", genom sina fiktiva berättelser med tydlig koppling till verkliga rättsfall eller samhällsproblem.
År 2017 debuterade hon som ungdomsförfattare med Flickan på hotellet. Den är den första boken i en serie om tonårsflickan Alex Skarp, som hjälper polisen att lösa brott. Året efter kom uppföljaren Pojken under bron.

### Andra aktiviteter
Wennstam är flitig föreläsare och återkommande krönikör i bland annat Expressen, där hon oftast koncentrerar sig på ämnet mäns våld mot kvinnor.
Sommaren 2018 var Wennstam sommarvärd i Sommar i P1. Programmet blev ett av det årets mest nedladdade poddavsnitt. Wennstam menar att hon sedan millennieskiftet sett vissa förändringar till det bättre – angående mäns våld mot kvinnor – men att populärkulturen fortfarande motarbetar föreställningen om kvinnors rätt till ett fritt liv. Bland annat anser hon att våldspornografi bidrar till radikalisering och inspiration till verkligt våld, liksom att TV-serier och film ofta vill locka med kombinationen av sex och våld, och i synnerhet våld mot kvinnor.

### Betydelse och kritik
Wennstams skrivande – i reportage och verklighetsinspirerad fiktion – är baserad på ilska och brinnande engagemang, och hon har återkommande lyft fram toxisk manlighet och ett otidsenligt rättsväsende. Hennes engagemang har lett till ett antal utmärkelser, och hon anses ha bidragit till senare års lagstiftningsförändringar, inklusive 2018 års samtyckeslag i sexuella relationer.
I sitt skrivande tar Wennstam ofta fram könsbaserade perspektiv även när hon behandlar ibland orelaterade ämnen. Hennes jämförande av Rysslands invasion av Ukraina med en våldtäktsman och en våldtagen kvinna har inte undgått kritik. I sina böcker presenterar hon ibland åsikter som odiskutabla sanningar, antingen det handlar om folks uppfattning om manliga och kvinnliga massmedieprofiler eller vilka sexuella beteenden som är önskvärda. Bland annat Magda Gad har ifrågasatt Wennstams överordnade fokus på mäns våld mot kvinnor och jämställdheten mellan könen som lösningen på alla samhällsproblem. Vissa recensenter har sett Wennstams romanberättelser som mer idébaserade än skönlitterära och med ett politiskt patos som lyser igenom mer än nödvändigt.

### Familj
Wennstam har två barn tillsammans med filmregissören och tidigare maken Mani Maserrat.

## Priser och utmärkelser
- 2002 – Vilhelm Moberg-stipendiet (för reportageboken Flickan och skulden)[28]
- 2002 – Sveriges advokatsamfunds journalistpris (för reportageboken Flickan och skulden)[29]
- 2006 – Prix Egalia (sedermera Spektrumpriset, SVT:s programlednings pris för jämställdhet, för reportaget Mäns våld mot kvinnor)[30]
- 2008 – Soroptimistpriset (för ökad kunskap om kvinnliga brottsoffers utsatthet)[31]
- 2017 – Eva Moberg-stipendiet av Fredrika Bremer-förbundet[32]
- 2017 – Roks pris för Årets kvinnogärning (för att ha lyft fram mäns våld mot kvinnor i ljuset)[33]
- 2019 – Svenska FN-förbundets pris för mänskliga rättigheter för "avgörande betydelse för den svenska samhällsdebatten om flickors och kvinnors rättigheter på 2000-talet"[34]
- 2019 – Begriplighetspriset[35]